# Atlanta Open 2022
Atlanta Open 2022 là một giải quần vợt chuyên nghiệp thi đấu trên mặt sân cứng. Đây là lần thứ 34 giải đấu được tổ chức, và là một phần của ATP Tour 2022. Giải đấu diễn ra tại Atlantic Station ở Atlanta, Hoa Kỳ từ ngày 24 đến ngày 31 tháng 7 năm 2022.

## Điểm và tiền thưởng

### Phân phối điểm
| Sự kiện | VĐ  | CK  | BK | TK | Vòng 1/16 | Vòng 1/32 | Q  | Q2 | Q1 |
| Đơn     | 250 | 150 | 90 | 45 | 20        | 0         | 12 | 6  | 0  |
| Đôi     | 250 | 150 | 90 | 45 | 0         | —         | —  | —  | —  |

### Tiền thưởng
| Sự kiện | VĐ       | CK      | BK      | TK      | Vòng 1/16 | Vòng 1/32 | Q2     | Q1     |
| Đơn     | $107,770 | $62,865 | $36,960 | $21,415 | $12,435   | $7,600    | $3,800 | $2,070 |
| Đôi*    | $37,440  | $20,040 | $11,740 | $6,560  | $3,870    | —         | —      | —      |

*mỗi đội

## Nội dung đơn

### Hạt giống
| Quốc gia | Tay vợt           | Xếp hạng1 | Hạt giống |
| -------- | ----------------- | --------- | --------- |
| USA      | Reilly Opelka     | 17        | 1         |
| USA      | John Isner        | 22        | 2         |
| AUS      | Alex de Minaur    | 24        | 3         |
| USA      | Frances Tiafoe    | 29        | 4         |
| USA      | Tommy Paul        | 34        | 5         |
| USA      | Jenson Brooksby   | 41        | 6         |
| AUS      | Nick Kyrgios      | 45        | 7         |
| USA      | Brandon Nakashima | 49        | 8         |

- 1 Bảng xếp hạng vào ngày 18 tháng 7 năm 2022.

### Vận động viên khác
Đặc cách:
- Andres Martin
- Ben Shelton
- Jack Sock

Vượt qua vòng loại:
- Taro Daniel
- Peter Gojowczyk
- Dominik Koepfer
- Ramkumar Ramanathan

Thua cuộc may mắn:
- Steve Johnson
- Adrian Mannarino

### Rút lui
- Maxime Cressy → thay thế bởi  John Millman
- Taylor Fritz → thay thế bởi  Thanasi Kokkinakis
- Miomir Kecmanović → thay thế bởi  Denis Kudla
- Nick Kyrgios → thay thế bởi  Adrian Mannarino
- Andy Murray → thay thế bởi  Kwon Soon-woo
- Cameron Norrie → thay thế bởi  Jordan Thompson
- Reilly Opelka → thay thế bởi  Steve Johnson

## Nội dung đôi

### Hạt giống
| Quốc gia | Tay vợt            | Quốc gia | Tay vợt         | Xếp hạng1 | Hạt giống |
| -------- | ------------------ | -------- | --------------- | --------- | --------- |
| CRO      | Ivan Dodig         | USA      | Austin Krajicek | 34        | 1         |
| AUS      | Thanasi Kokkinakis | AUS      | Nick Kyrgios    | 54        | 2         |
| USA      | Rajeev Ram         | USA      | Jack Sock       | 60        | 3         |
| AUS      | Matthew Ebden      | AUS      | Max Purcell     | 66        | 4         |

- 1 Bảng xếp hạng vào ngày 18 tháng 7 năm 2022.

### Vận động viên khác
Đặc cách:
- Andrei Duarte /  Álvaro Regalado Pedrol
- Christopher Eubanks /  Mackenzie McDonald

Thay thế:
- Quentin Halys /  Adrian Mannarino

### Rút lui
- Ariel Behar /  Gonzalo Escobar → thay thế bởi  Gonzalo Escobar /  Hunter Reese
- Maxime Cressy /  Mackenzie McDonald → thay thế bởi  Quentin Halys /  Adrian Mannarino
- John Peers /  Filip Polášek → thay thế bởi  Jason Kubler /  John Peers
- Julio Peralta /  Ramkumar Ramanathan → thay thế bởi  Hans Hach Verdugo /  Ramkumar Ramanathan

## Nhà vô địch

### Đơn
- Alex de Minaur đánh bại  Jenson Brooksby, 6–3, 6–3

### Đôi
- Thanasi Kokkinakis /  Nick Kyrgios đánh bại  Jason Kubler /  John Peers, 7–6(7–4), 7–5